# نيل كوبر (مدير تنفيذي موسيقي)
نيل كوبر (بالإنجليزية: Neil Cooper)‏ هو مدير تنفيذي موسيقي ‏ أمريكي، ولد في 1930 في فيلادلفيا في الولايات المتحدة، وتوفي في 13 أغسطس 2001 في مانهاتن في الولايات المتحدة.